# Nach dir, Herr, verlanget mich
Nach dir, Herr, verlanget mich (Vers toi, Seigneur, j’aspire) (BWV 150), est une cantate religieuse de Johann Sebastian Bach composée en 1707 pour le troisième dimanche après la Trinité. Pour cette destination liturgique, deux autres cantates ont franchi le seuil de la postérité : les BWV 21 et 135.

## Histoire et livret
Elle dispute avec la BWV 131 le titre de première cantate composée par Bach. Elle date de la période où Bach venait d'arriver à Mühlhausen, le 15 juin 1707, et a été donnée pour la première fois le 10 juillet 1707.
Le livret alterne entre les textes bibliques et la poésie libre, ce qui est rare parmi les premières cantates de Bach. Le texte des deuxième, quatrième et sixième mouvements provient du Psaume 25 (v. 1, 2, 5, 15). L'auteur du texte est inconnu.
Il existe un doute sur l'auteur de cette cantate. Le véritable auteur pourrait être un élève de Bach.

## Structure et instrumentation
La cantate est écrite pour basson, deux violons et basse continue, deux voix solistes (soprano, basse) et chœur à quatre voix. La durée d'exécution est d'environ 17 minutes. Il y a alternances de chœurs et d'arias sans récitatifs ni répétitions da capo et il n'y a pas de mélodie chorale. Bach utilise intensément la fugue chorale et l'imitation polyphonique, changeant souvent très rapidement de tempo et de caractère au sein des mêmes mouvements pour adapter une nouvelle idée musicale à chaque phrase du texte.
Il y a sept mouvements :
1. sinfonia en mi mineur
2. chœur : Nach dir, Herr, verlanget mich
3. aria (soprano) : Doch bin und bleibe ich vergnügt
4. chœur :  Leite mich in deiner Wahrheit
5. trio (alto/ténor/basse) : Zedern müssen von den Winden
6. chœur : Meine Augen sehen stets zu dem Herrn
7. chœur (chaconne] :  Meine Tage in dem Leide

## Musique
Cette cantate est unique par son orchestration clairsemée ainsi que pour l’indépendance et la prééminence du chœur que l'on entend dans quatre des sept mouvements. La sinfonia et le chœur d'ouverture sont tous deux basés sur un motif d'un saut d'octave suivi de cinq demi-tons descendants. Cette figure chromatique, parfois appelée « basse lamento », a été utilisée par des compositeurs tels que Monteverdi comme représentation musicale de l'angoisse, de la douleur et de la nostalgie. Le cinquième mouvement est un des rares trios vocaux dans l’œuvre de Bach ainsi que le seul mouvement de la cantate qui soit en mode majeur, passant du si mineur au ré majeur. Le dernier mouvement est une chaconne construite sur une ligne de basse qui passe par une série de modulations. Le thème de ce mouvement final a été adapté par Johannes Brahms pour le finale de sa quatrième symphonie.

## Source
- (en) Cet article est partiellement ou en totalité issu de l’article de Wikipédia en anglais intitulé « Nach dir, Herr, verlanget mich, BWV 150 » (voir la liste des auteurs).